# Cuspidaria chilensis
Cuspidaria chilensis är en musselart som beskrevs av Dall 1890. Cuspidaria chilensis ingår i släktet Cuspidaria och familjen Cuspidariidae. Inga underarter finns listade i Catalogue of Life.